# Асен Кожухаров (историк)
Вижте пояснителната страница за други личности с името Асен Кожухаров.
Капитан I ранг професор доктор на науките Асен Николов Кожухаров е български историк, преподавател във Висшето военноморско училище „Никола Йонков Вапцаров“ във Варна, писател.

## Биография

### Образование
Роден е на 18 февруари 1961 г. във Варна. През периода 1979 – 1984 г. следва и завършва Висшето народно военноморско училище „Никола Йонков Вапцаров“ с призната магистърска степен. През декември 1999 г. защитава във ВВМУ „Никола Йонков Вапцаров“ дисертация на тема „Военноморското изкуство във въоръжените конфликти в периода 1967-1991 г.: бойни действия по морско-океанските комуникации и унищожаване на силите на противника на море“, научна степен ОНС „доктор“, професионално направление „Военно дело“. През 2005 г. получава магистърска степен и от Военната академия „Г. С. Раковски“. През юли 2020 г. защитава във ВВМУ „Никола Йонков Вапцаров“ дисертация на тема „Обучението на българските военноморски офицери зад граница (1882 – 1944)“, научна степен НС „доктор на науките“, професионално направление „Военно дело“. От март 2022 е професор по „Военно дело“ във ВВМУ „Никола Йонков Вапцаров“.

### Преподавател
От 2001 г. е доцент във ВВМУ „Никола Йонков Вапцаров“, през 2001 – 2011 г. и е началник на катедра от 2015 г. Преподава дисциплините „Военна история“, „История на корабоплаването“, „Основи на научните изследвания“, „Методологически основи на военнонаучните изследвания“ и „История на военноморското изкуство“.
Член е на редакционната колегия на списание „История“, както и на редакционния съвет на Asian Journal of Social and Human Sciences.
Значим изследовател на белоемиграцията в България по архивни извори.

### В литературата
Автор е на комиксовия сериал „Добромир“, публикуван в сп. „Дъга“ в средата на 1980-те години. В него се разказва за войната на деспот Добротица с генуезците (1360 – 1387).
Член е на Сдружението на писателите във Варна от 1993 г. Председател е на Сдружението на авторите в комикса „Манускрипт“ във Варна.